# Micro-États européens
 (mars 2025).
Si vous disposez d'ouvrages ou d'articles de référence ou si vous connaissez des sites web de qualité traitant du thème abordé ici, merci de compléter l'article en donnant les références utiles à sa vérifiabilité et en les liant à la section « Notes et références ».
 (mars 2025).
- Si vous ne connaissez pas le sujet, laissez ce bandeau (vous pouvez alors contacter les auteurs).
- Si vous supprimez le contenu mis en cause (vous pouvez préalablement contacter les auteurs),

argumentez précisément cette suppression dans la page de discussion
(un manque de référence n'est pas un argument ; une recherche réelle de référence doit avoir été effectuée, être formellement documentée).

Carte de localisation des micro-États européens.

Les micro-États européens sont un ensemble de cinq très petits États souverains en Europe. L’Andorre, le Liechtenstein, Monaco, Saint-Marin et le Vatican sont généralement inclus. Quatre de ces États sont des monarchies (trois principautés − l’Andorre, le Liechtenstein et Monaco − et une théocratie, le Vatican), alors que Saint-Marin est une république. Ces États existent depuis le premier millénaire ou le début du deuxième millénaire, sauf pour le trône du Liechtenstein et le statut de l'Andorre qui date du XVIIe siècle. En outre, Monaco et le Vatican sont également qualifiés de cités-États.
Les micro-États sont de petits États souverains reconnus par les autres États, contrairement aux micronations, qui ne sont qu'auto-déclarées et non reconnues.

## Liste des petits États étiquetés comme micro-États
| Micro-État    | Capitale           | Forme de l'État             | Superficie (en km2) | Population | IDH          | PIB nominal (en mds $US) | Devise             |
| ------------- | ------------------ | --------------------------- | ------------------- | ---------- | ------------ | ------------------------ | ------------------ |
| Andorre       | Andorre-la-Vieille | Monarchie constitutionnelle | 467,7               | 76 949     | 0,884 (2022) | 3,692 (2023)             | euro (€)           |
| Liechtenstein | Vaduz              | Monarchie constitutionnelle | 157                 | 35 236     | 0,942 (2022) | 6,877 (2018)             | franc suisse (CHF) |
| Monaco        | Monaco             | Monarchie constitutionnelle | 2,08                | 39 150     | 0,956 (2006) | 9,995 (2023)             | euro (€)           |
| Saint-Marin   | Saint-Marin        | République parlementaire    | 61,2                | 32 793     | 0,867 (2022) | 1,998 (2023)             | euro (€)           |
| Vatican       | -                  | Monarchie absolue           | 0,44                | 921        | -            | 0,315 (2013)             | euro (€)           |

Outre les critères quantitatifs (la superficie et la démographie), les micro-États peuvent être définis à partir du critère qualitatif de délégation de souveraineté. Un micro-État serait alors un État souverain (au regard de la Convention de Montevideo) qui, à cause de sa petite taille et des ressources limitées dont il dispose (notamment humaines et financières), est contraint de déléguer une partie de sa souveraineté à de plus grandes puissances afin de pouvoir fonctionner comme un État moderne. Par exemple, les micro-États européens utilisent la monnaie de leurs États parrains (l’euro en ce qui concerne l’Andorre, Monaco et Saint-Marin, alors que l’économie du Liechtenstein fonctionne avec le franc suisse). Faute d'armée, la défense de Saint-Marin est assurée par l’Italie, alors que celle de l'Andorre est garantie par la France et l'Espagne. Cette délégation de souveraineté s'applique dans de nombreux autres domaines : la diplomatie, la justice, les services postaux, l'enseignement supérieur, etc.
Selon cette définition, le Vatican ne peut pas être considéré comme un micro-État, car sa qualité d'État est contestable : sa population n’est pas permanente, un des critères de la Convention de Montevideo. La population du Vatican, composée essentiellement de membres du clergé, n'enregistre en effet aucune naissance et la citoyenneté vaticane n’est octroyée aux résidents que le temps de leurs fonctions au sein du Vatican. En outre, le Vatican n'est que le support territorial du Saint-Siège, la personne morale jouissant de la personnalité juridique internationale qui représente le pape, en tant que chef de l’Église catholique, auprès des organisations internationales.

## Politiques économiques et relations avec l'Union européenne
Les micro-États européens sont tous de taille et de population limitées et disposent de ressources naturelles limitées. En conséquence, ils ont adopté des politiques économiques spéciales, impliquant généralement de faibles niveaux de taxation et quelques restrictions à l'investissement financier externe. Les cinq micro-États européens ont obtenu des relations spéciales avec l'Union européenne. La plupart des micro-États ont également conclu une union douanière avec leurs grands voisins pour améliorer leur situation économique (le Vatican et Saint-Marin avec l'Italie, le Liechtenstein avec la Suisse, Monaco avec la France). La plupart d'entre eux n'ont pas de frontières clairement identifiées ; par exemple, Monaco constitue une région métropolitaine continue avec les communes françaises voisines (la plus importante étant Beausoleil) et compte de nombreuses rues à travers ou même le long de la frontière.

### Euro
Monaco, Saint-Marin et le Vatican ont été autorisés dès 1999-2002 à émettre des euros.
L’Andorre a signé un accord le 30 juin 2011 mais les premiers euros ont été émis en janvier 2015 (millésime 2014).
Le Liechtenstein continue à utiliser le franc suisse. Une série d'euros a été créée par une société privée à l'intention des numismates.

## Autres entités

### Dépendances
Alors que les micro-États ont la souveraineté sur leur propre territoire, il y a aussi un certain nombre de petits territoires autonomes, qui, bien qu'ayant (dans presque tous les cas) leur propre gouvernement indépendant, exécutif, législatif, judiciaire, de la police, et d'autres signes d'indépendance, sont néanmoins sous la souveraineté d'un autre État ou monarque.
- Akrotiri et Dhekelia (base militaire souveraine - Territoire britannique d'outre-mer, Royaume-Uni)
- Åland (Territoire extérieur, Finlande)
- Îles Féroé (Territoire extérieur, Danemark)
- Gibraltar (Territoire britannique d'outre-mer, Royaume-Uni)
- Guernesey (dépendances de la Couronne britannique), l'une des deux Îles Anglo-Normandes et comprenant Aurigny, Herm et Sercq
- Île de Man (Dépendances de la Couronne Britannique)
- Jersey (Dépendances de la Couronne Britannique), l'autre des deux Îles Anglo-Normandes

### Territoires historiques
Les guerres de la Révolution française et les guerres napoléoniennes ont modifié la carte européenne plusieurs fois. Un certain nombre de républiques sœurs de courte durée ont ainsi été fondées. La chute du Saint-Empire romain germanique a permis aux nombreux États le composant d'accéder à la souveraineté. La situation ne s'est stabilisée qu'après le congrès de Vienne en 1815. À la suite de la Première Guerre mondiale et de la Seconde Guerre mondiale, un certain nombre de territoires a obtenu un statut temporaire de zone internationale (en), de protectorat ou de territoire occupé. Quelques-uns sont mentionnés ici :
- Le duché de Naples (840-1137) (dynastie Sergii la plus indépendante, fait maintenant partie de l'Italie)
- Couto Misto, Xe siècle-1864 (maintenant divisé entre l'Espagne et le Portugal)
- Le comté de Foix (1010-1607) était un fief médiéval indépendant dans le Midi de la France (maintenant France)
- Seborga, 1079-1729 (englobé dans l'Italie)
- La république de Lucques (1160–1805), principauté de Lucques et Piombino (1805–1815) et duché de Lucques  (1815–1847) (1809-1815 partie du grand-duché de Toscane, fait maintenant partie de l'Italie)
- Comtat Venaissin, 1274-1791 rejoint la France après la Révolution

#### Depuis 1300
- Senarica, XIVe-fin du XVIIIe siècle (englobé dans l'Italie) (plus petit État indépendant à tenir cette distinction depuis longtemps)
- Gersau, XIVe siècle-1798 (maintenant partie du canton de Schwytz en Suisse)
- La république des Escartons (1343-1789) : le Briançonnais (France)
- La république de Mulhouse, 1347–1798 (maintenant en France)[1]
- La république de Raguse, XIVe siècle-1808 (maintenant Dubrovnik, Croatie)
- Cospaia, 1440–1826 (englobé dans l'Italie)
- La république de Saint-Malo, 1590-1594 (maintenant sous-préfecture d'Ille-et-Vilaine, France)[2]
- Le duché de Bouillon, 1676-1795, annexé par la France à la Révolution, puis par les Pays-Bas en 1814/15, aujourd'hui en Belgique
- La principauté de Salm-Salm, 1751-1793, annexion par la France à la Révolution, confirmée par le congrès de Vienne
- Gozo, 1798-1800 (maintenant une région de Malte)

#### Depuis 1800
- Les îles Ioniennes, sous protectorat russe 1800-1807, britannique 1809/15-1864, aujourd'hui en Grêce
- La ville libre de Cracovie, 1815–1846 (maintenant Cracovie, Pologne)
- Moresnet neutre, 1816–1919 (maintenant La Calamine, Belgique)
- Les États libres de Menton et Roquebrune (1848–1860) (maintenant en France)

#### Depuis 1900
- La république de Krouchevo, août 1903 (maintenant Municipalité de Kruševo, Macédoine)[3]
- L'État libre de Schwenten, de janvier à août 1919 (maintenant Świętno, Pologne)
- L'État libre de Fiume, 1920–1924 (maintenant Rijeka, Croatie)
- La ville libre de Dantzig, 1920–1939 (maintenant Gdańsk, Pologne)
- Le territoire de Memel, 1920-1939, rejoint ensuite l'Allemagne nazie, maintenant partie de la Lituanie
- La Saar, le territoire du bassin de la Sarre entre 1920–35 et le protectorat de la Sarre entre 1945–1956 (maintenant Sarre, Allemagne)
- Le territoire libre de Trieste, 1947–1954 (maintenant divisé entre l'Italie, la Slovénie, et la Croatie)